# Glen Sannox
Die Glen Sannox (schottisch-gälisch Gleann Sannaig) ist eine Fähre für den Personen- und Fahrzeugtransport, die von CalMac Ferries (Caledonian MacBrayne) seit Januar 2025 zwischen Troon und Brodick auf der Isle of Arran eingesetzt wird. Der Bau der Glen Sannox wurde durch massive Zeit- und Kostenüberschreitungen, welche unter anderem zu einer Verstaatlichung der Bauwerft führten, geprägt.

## Geschichte
Die Planungen für den Bau der Glen Sannox und eines Schwesterschiffes reichen in das Jahr 2014 zurück. Es sollten zwei moderne Fähren mit Dual-Fuel-Antrieb (Diesel sowie LNG) gebaut werden, die nach Fertigstellung durch die im Besitz der schottischen Regierung befindliche Reederei CalMac Ferries an der schottischen Westküste eingesetzt werden sollten. Beauftragt wurden die Neubauten durch das ebenfalls in Regierungsbesitz befindliche Infrastrukturunternehmen Caledonian Maritime Assets Ltd. (CMAL).
Geplant war, die Glen Sannox nach der Indienststellung auf der Route zwischen Ardrossan und Brodick einzusetzen. Das Schwesterschiff Glen Rosa sollte zwischen den Inseln Harris, North Uist und Skye eingesetzt werden. 2015 wurde der Bau der beiden Schiffe an die Werft Ferguson Marine in Port Glasgow zu einem Preis von zusammen 97 Mio. GBP vergeben. Der erste Stahlschnitt und damit der Baubeginn der Glen Sannox fand im Februar 2016 statt. Die Ablieferung und Indienststellung sollten im Jahr 2018 erfolgen. Der Stapellauf fand am 21. November 2017 im Beisein von Nicola Sturgeon, der damaligen Ersten Ministerin Schottlands, statt.
Nach dem Stapellauf kam es zu massiven Verzögerungen und finanziellen Unregelmäßigkeiten, welche unter anderem zu einer Verstaatlichung der Bauwerft führten. Nur so konnte eine Schließung der Werft verhindert und der Weiterbau der beiden Fähren gewährleistet werden. Aufgrund der Verzögerungen und Baumängel stieg der veranschlagte Preis für die Glen Sannox und die Glen Rosa auf mindestens 230 Mio. GBP, die Schätzungen zufolge auf 300 Mio. GBP anwachsen könnten. Als Gründe hierfür wurden zwischen dem Kunden, den Aufsichtsbehörden und den Versicherungen nicht abgestimmte Baumaßnahmen am Schiff, Ungereimtheiten bei Design und Projektplanung sowie mangelhafte Arbeiten bei Rohrsystemen im Maschinen- und Generatorraum genannt.
Im Oktober 2020 wurde der erstmalige Einsatz der Glen Sannox auf der vorgesehenen Route zur Isle of Arran für das Frühjahr 2022 angekündigt. Weitere Baumängel führten jedoch dazu, dass das Schiff erst am 21. November 2024 an den Auftraggeber abgeliefert werden konnte. Nach einigen Erprobungen wurde der Fährbetrieb am 13. Januar 2025 offiziell aufgenommen.

## Namensgebung
Für den Schiffsnamen hatte CMAL im Mai 2017 zu einer Abstimmung aufgerufen. Zur Wahl standen Namen mit Bezug zur Isle of Arran: Goatfell, Hutton, Glen Iorsa sowie Glen Sannox, einem Tal mit den Steinkisten von Sannox. Von über 2300 Teilnehmern stimmten fast 50 Prozent für Glen Sannox.
Eine 1957 gebaute Glen Sannox war bis 1973 für die Caledonian Steam Packet Company und danach bis 1989 für Caledonian MacBrayne in Fahrt.